# Futbol a Catalunya

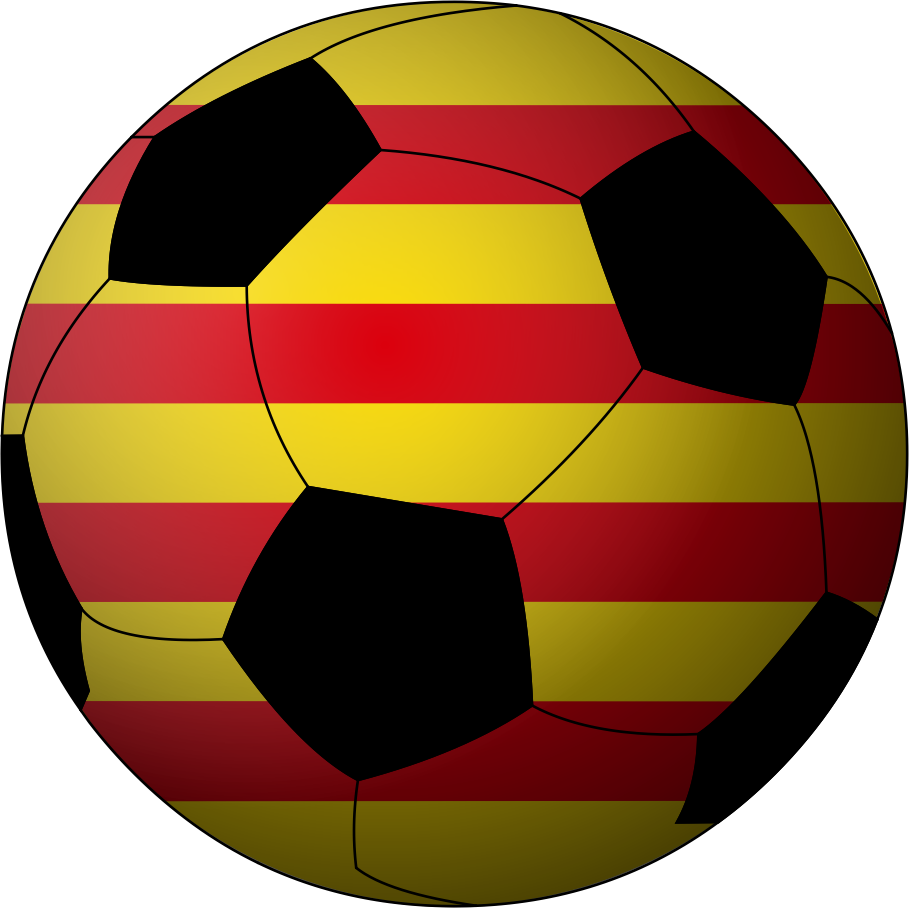

El futbol és l'esport més important a Catalunya pel que fa a seguidors i nombre de practicants. El futbol català és dirigit per la Federació Catalana de Futbol, que té les seves arrels l'any 1900.

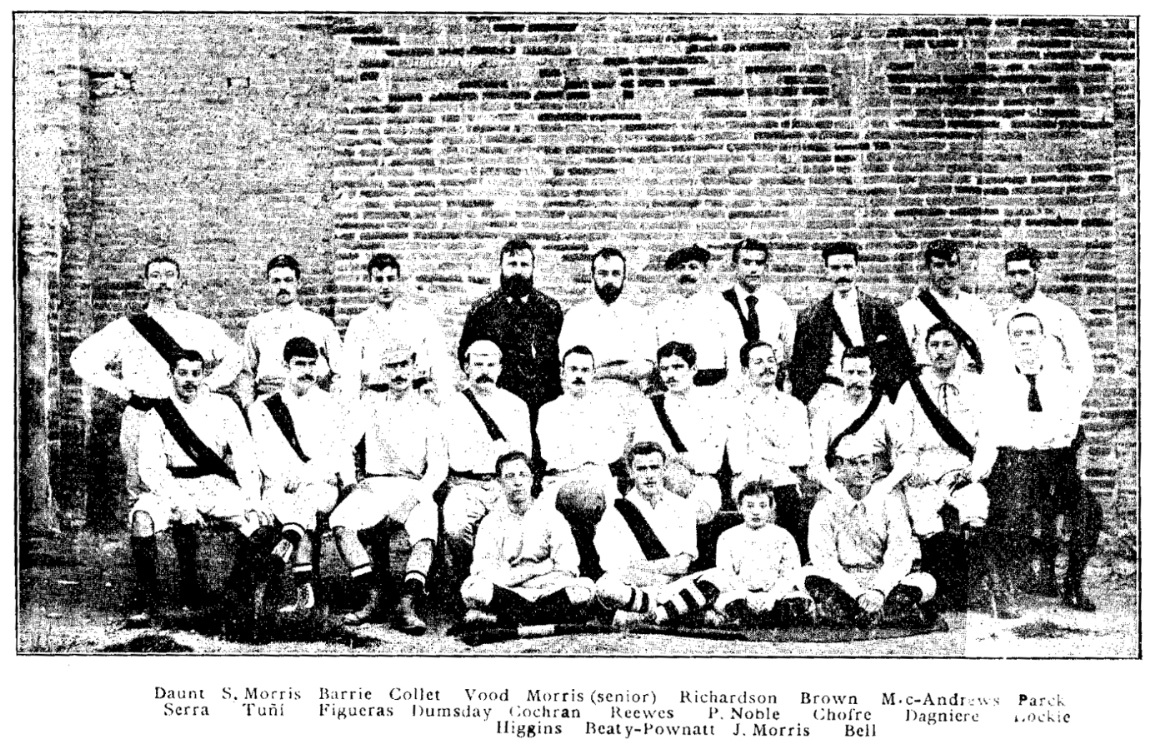
El British Club de Barcelona el 1893.

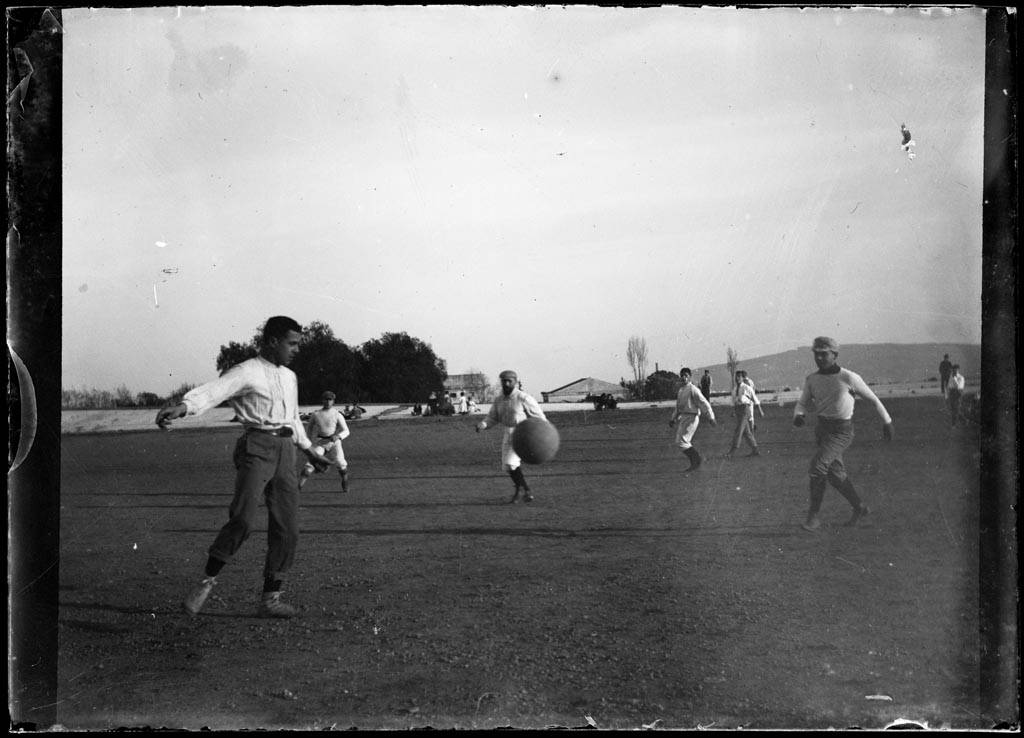
Futbolistes jugant un partit. Màrius Aguirre i Serrat-Calvó (ca. 1900)

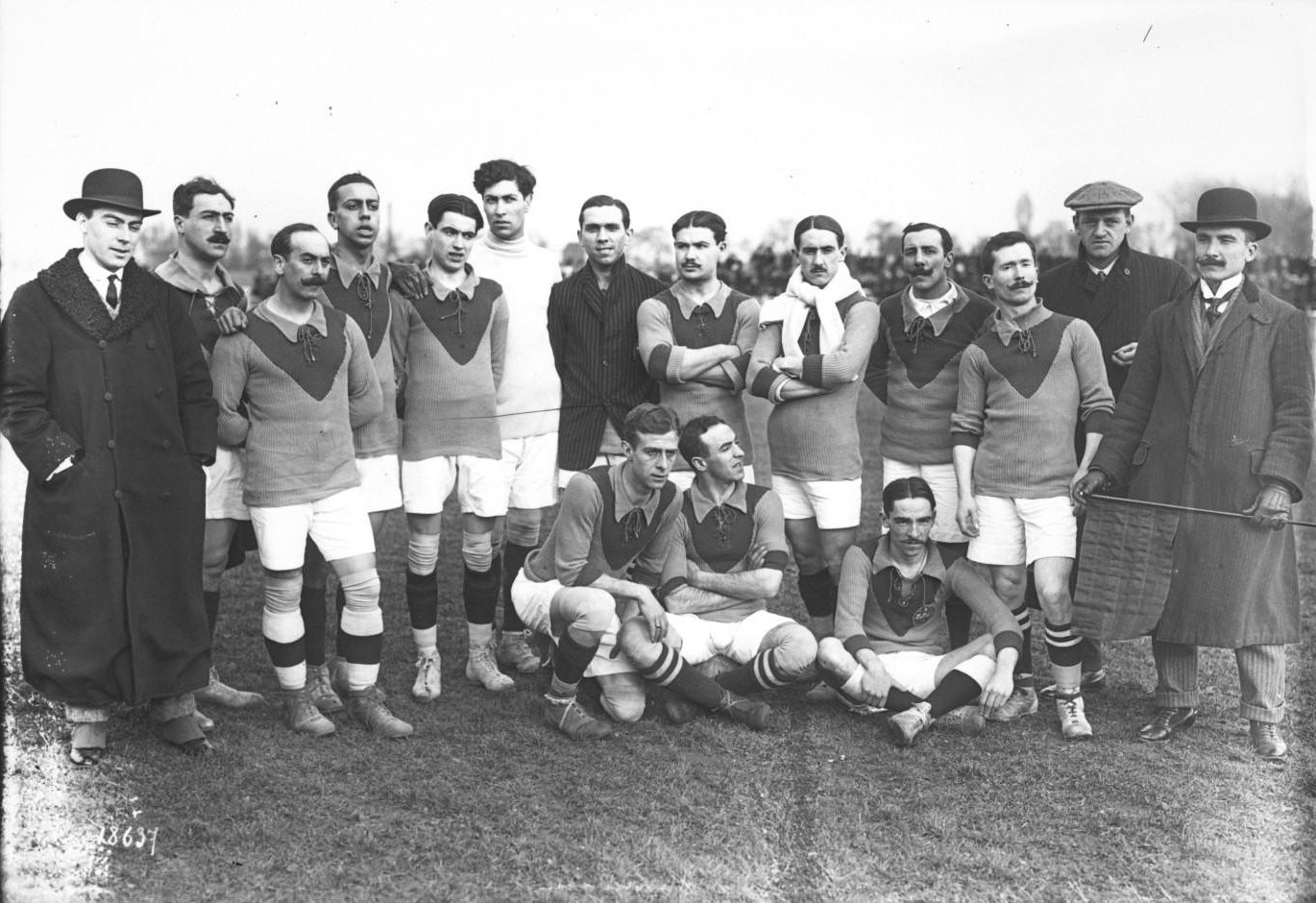
Selecció de Catalunya el 1912.

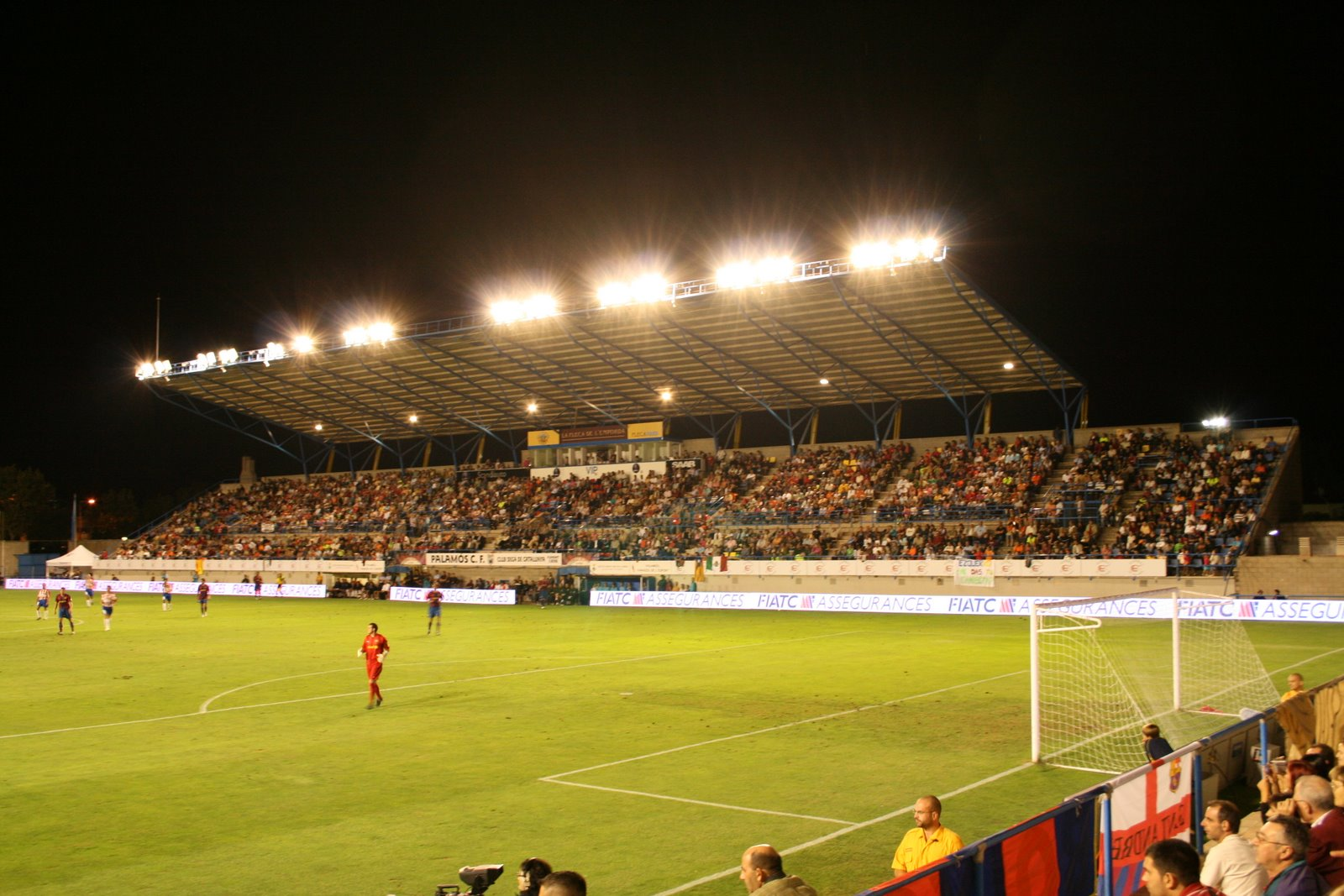
Estadi del Palamós CF, club degà del país.

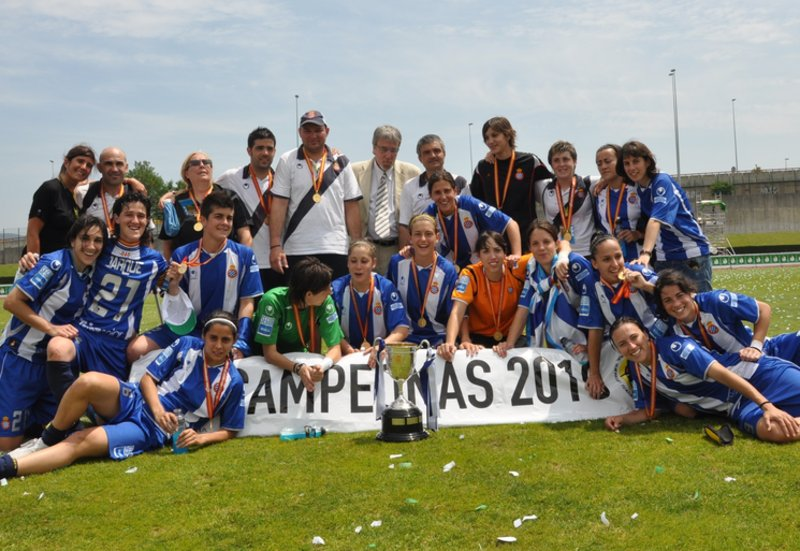
RCD Espanyol femení el 2010.

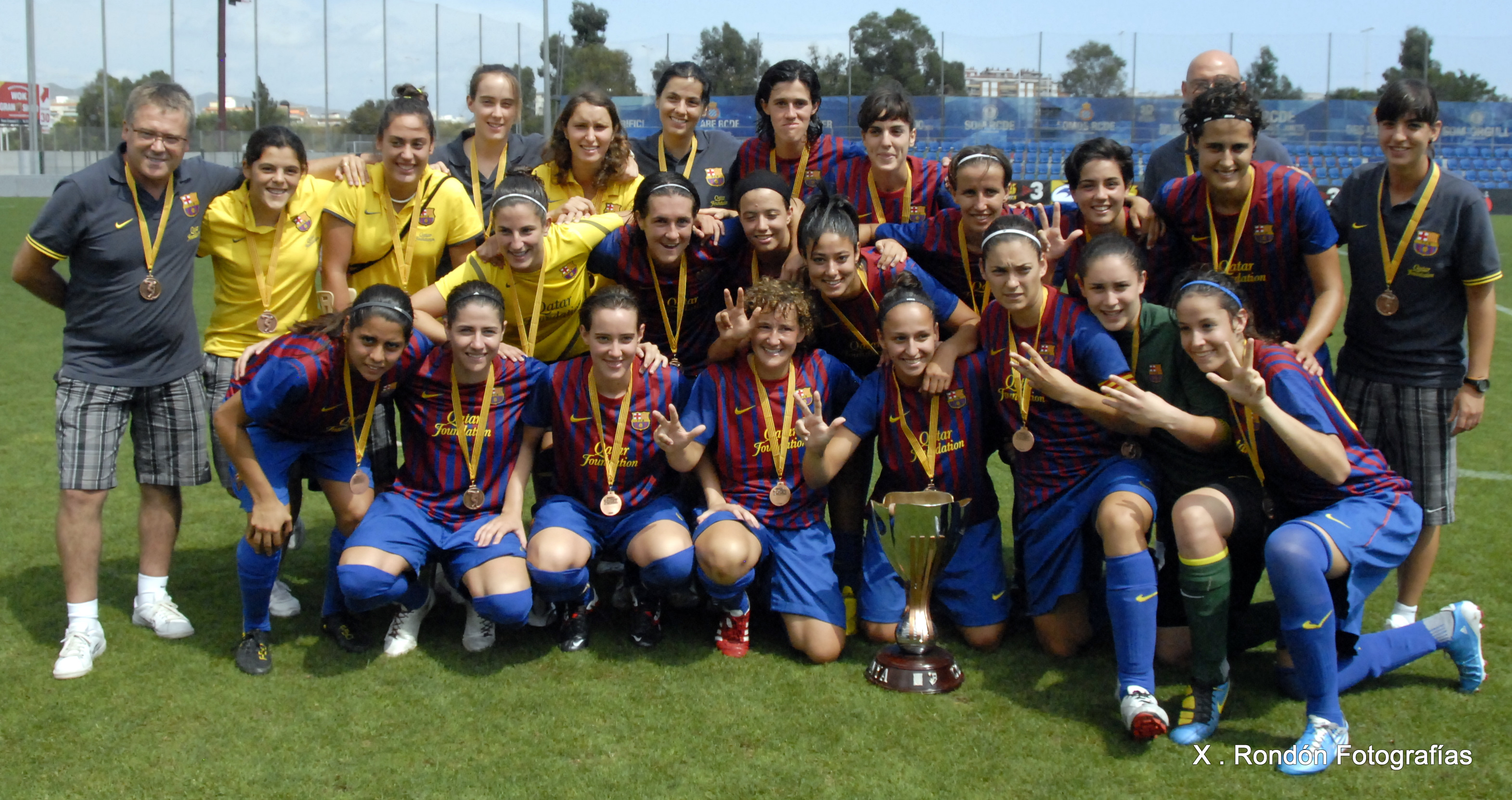
FC Barcelona femení el 2011.

## Història
Es va introduir a finals del segle xix, principalment per l'entusiasme de treballadors britànics residents al país o estudiants catalans que havien estat a la Gran Bretanya.
El primer club de futbol que es creà a Catalunya fou el Palamós Foot-Ball Club fundat el 1898, però el lloc on més es desenvolupà fou a la ciutat de Barcelona on ràpidament nasqueren gran quantitat de clubs destacant el Català SC, el Foot-Ball Club Barcelona, ambdós del 1899, l'Hispània Football Club i la Societat Espanyola de Football del 1900, el FC Internacional i l'Universitari SC del 1901, l'X Sporting Club del 1902, el FC Espanya del 1905 i el CE Europa del 1907.
Fora de la ciutat de Barcelona, a la capital del Vallès, el Centre d'Esports Sabadell va ser fundat l'any 1903
El primer campionat fou la Copa Macaya, creada el desembre de 1900, i que més tard es convertí en el Campionat de Catalunya de futbol, competició que assolí gran prestigi fins a la seva desaparició el 1940.

## Competicions

### Competicions oficials desaparegudes
- Campionat de Catalunya de futbol
- Campionat de Catalunya de Segona Categoria
- Campionat de Catalunya de Tercera Categoria
- Lliga Catalana de Futbol
- Lliga Mediterrània de Futbol

### Competicions oficials actuals
- Copa Catalunya de futbol femenina
- Copa Catalunya de futbol masculina
- Supercopa de Catalunya de futbol

### Competicions amistoses desaparegudes
- Torneig Nostra Catalunya
- Trofeu Moscardó
- Torneig Ciutat de Terrassa

### Competicions amistoses actuals
- Torneig Joan Gamper
- Torneig Ciutat de Barcelona
- Torneig d'Històrics
- Copa Barcelona
- Torneig Costa Brava
- Trofeu Catalunya Internacional

## Principals clubs

### Actuals
Ciutat de Barcelona
- Futbol Club Barcelona (Barcelona)
- Reial Club Deportiu Espanyol (Barcelona)
- Club Esportiu Europa (Barcelona)
- Unió Esportiva Sant Andreu (Barcelona)
- Unió Esportiva Sants (Barcelona)
- Unió Atlètica d'Horta (Barcelona)
- Club Esportiu Júpiter (Barcelona)
- Futbol Club Martinenc (Barcelona)
- Club de Futbol Muntanyesa (Barcelona)
- Unió Esportiva Poble Sec (Barcelona)
- Club Atlètic Ibèria (Barcelona)
- Club de Futbol Damm (Barcelona)

Regió de Barcelona
- Unió Deportiva Atlètica Gramenet (Santa Coloma de Gramenet)
- Club de Futbol Badalona (Badalona)
- Centre d'Esports L'Hospitalet (L'Hospitalet de Llobregat)
- Unió Esportiva Cornellà (Cornellà de Llobregat)
- Club de Futbol Gavà (Gavà)
- Futbol Club Santboià (Sant Boi de Llobregat)
- Club Esportiu Mataró (Mataró)
- Club Esportiu Premià (Premià de Mar)
- Unió Esportiva Vilassar de Mar (Vilassar de Mar)
- Associació Esportiva Prat (El Prat de Llobregat)
- Unió Esportiva Castelldefels (Castelldefels)
- Santfeliuenc Futbol Club (Sant Feliu de Llobregat)
- Club Deportiu Masnou (El Masnou)
- Unió Esportiva Sant Joan Despí (Sant Joan Despí)

Catalunya Central
- Centre d'Esports Manresa (Manresa)
- Centre d'Esports Sallent (Sallent)

Penedès
- Club de Futbol Vilanova i la Geltrú (Vilanova i la Geltrú)
- Futbol Club Vilafranca (Vilafranca del Penedès)

Alt Ter
- Agrupació Esportiva i Cultural Manlleu (Manlleu)
- Unió Esportiva Vic (Vic)
- OAR Vic (Vic)

Vallès
- Centre d'Esports Sabadell (Sabadell)
- Terrassa Futbol Club (Terrassa)
- Unió Esportiva Rubí (Rubí)
- Esport Club Granollers (Granollers)
- Cerdanyola del Vallès Futbol Club (Cerdanyola del Vallès)

Terres de Ponent i Pirineu
- Lleida Esportiu (Lleida)
- Club de Futbol Balaguer (Balaguer)
- Unió Esportiva Tàrrega (Tàrrega)
- Club de Futbol Joventut Mollerussa (Mollerussa)
- Club de Futbol Tremp (Tremp)
- Club de Futbol Pobla (La Pobla de Segur)

Regió de Girona
- Girona Futbol Club (Girona)
- Unió Esportiva Figueres (Figueres)
- Club Futbol Palamós (Palamós)
- Club Deportiu Banyoles (Banyoles)
- Unió Esportiva Olot (Olot)
- Peralada Club de Futbol (Peralada)
- Futbol Club Palafrugell (Palafrugell)
- Club de Futbol Lloret (Lloret de Mar)
- Club Deportiu Blanes (Blanes)
- Unió Esportiva Llagostera (Llagostera)
- Unió Esportiva Tossa (Tossa de Mar)

Camp de Tarragona
- Club Gimnàstic (Tarragona)
- Club de Futbol Reus Deportiu (Reus)
- Unió Esportiva Valls (Valls)
- Club de Futbol La Pobla de Mafumet (La Pobla de Mafumet)
- Club Atlètic Roda de Barà (Roda de Berà)

Terres de l'Ebre
- Club Deportiu Tortosa (Tortosa)
- Unió Esportiva Rapitenca (Sant Carles de la Ràpita)
- Club de Futbol Amposta (Amposta)
- Club Esportiu Olímpic Móra d'Ebre (Móra d'Ebre)
- Club Deportiu La Cava (Deltebre)
- Futbol Club Ascó (Ascó)

### Desapareguts
- Català Sport Club (Barcelona)
- Escocès Futbol Club (Barcelona)
- Hispània Athletic Club (Barcelona)
- X Sporting Club (Barcelona)
- Football Club Internacional (Barcelona)
- Universitary Sport Club (Barcelona)
- Casual Sport Club (Barcelona)
- Futbol Club Espanya (Barcelona)
- L'Avenç de l'Sport (Barcelona)
- Futbol Club Atlètic (Sabadell)
- FBC Strong (Girona)
- UD Girona (Girona)
- Club Olímpic (Tarragona)
- Tarragona FC (Tarragona)
- Iluro Sport Club (Mataró)
- Associació d'Alumnes Obrers (Vilanova i la Geltrú)
- Unió Esportiva Lleida (Lleida)
- Futbol Club Joventut Republicana (Lleida)
- Futbol Club Lleida (Lleida)
- AE Lleida Calaveres (Lleida)
- CD Fabra i Coats (Barcelona)
- Atlètic Catalunya (Barcelona)
- SD Espanya Industrial (Barcelona)
- CD Comtal (Barcelona)

## Jugadors destacats
Des de 1900
- Francesc Bru
- Romà Forns
- Àngel Ponz
- Josep Quirante
- Carles Comamala

Des de 1910
- Pere Gibert 'el Grapes'
- Ramon Torralba
- Paulí Alcàntara
- Emili Sampere

Des de 1920
- Ricard Zamora
- Joan Bordoy
- Josep Samitier
- Agustí Sancho
- Vicenç Piera
- Emili Sagi-Barba
- Climent Gràcia
- Vicenç Martínez

Des de 1930
- Ramon Zabalo
- Pere Solé
- Pitus Prat
- Crisant Bosch
- Martí Ventolrà

Des de 1940
- Albert Martorell
- Josep Trias
- Josep Raich
- Josep Escolà
- Josep Juncosa

Des de 1950
- Antoni Ramallets
- Josep Vicente
- Josep Parra
- Gustau Biosca
- Antoni Argilés
- Josep Gonzalvo II
- Marià Gonzalvo III
- Julià Arcas
- Estanislau Basora

Des de 1960
- Ferran Olivella
- Martí Vergés
- Enric Gensana
- Josep Maria Fusté
- Joan Segarra

Des de 1970
- Salvador Sadurní
- Daniel Solsona
- Carles Rexach

Des de 1980
- Antoni Olmo
- Miquel Soler
- Ramon Maria Calderé
- Juan Carlos Pérez 'Rojo'

Des de 1990
- Toni Jiménez
- Albert Ferrer
- Sergi Barjuan
- Josep Guardiola
- Jordi Lardín
- Quique Álvarez
- Jordi Cruyff
- Òscar Garcia
- Gerard López

Des de 2000
- Carles Puyol
- Oleguer Presas
- Xavier Hernàndez 'Xavi'
- Sergio Gonzàlez
- Raül Tamudo
- Luis García
- Albert Luque

Des de 2010
- Víctor Valdés
- Gerard Piqué
- Sergio Busquets
- Cesc Fàbregas

## Principals estadis
- Camp Nou (Barcelona)

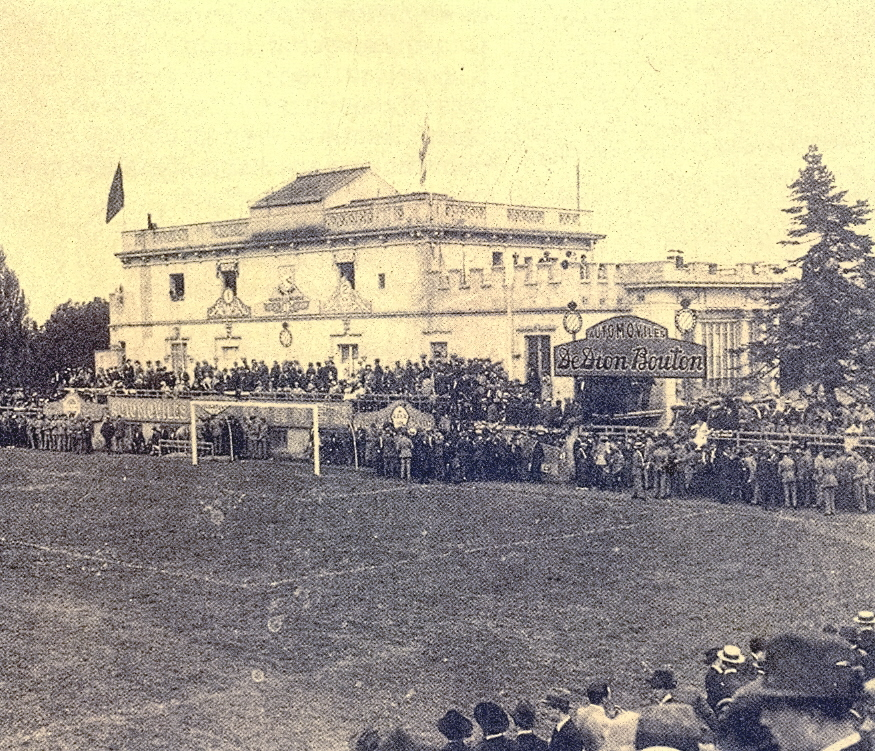
Camp de la Manigua (més tard Sarrià).

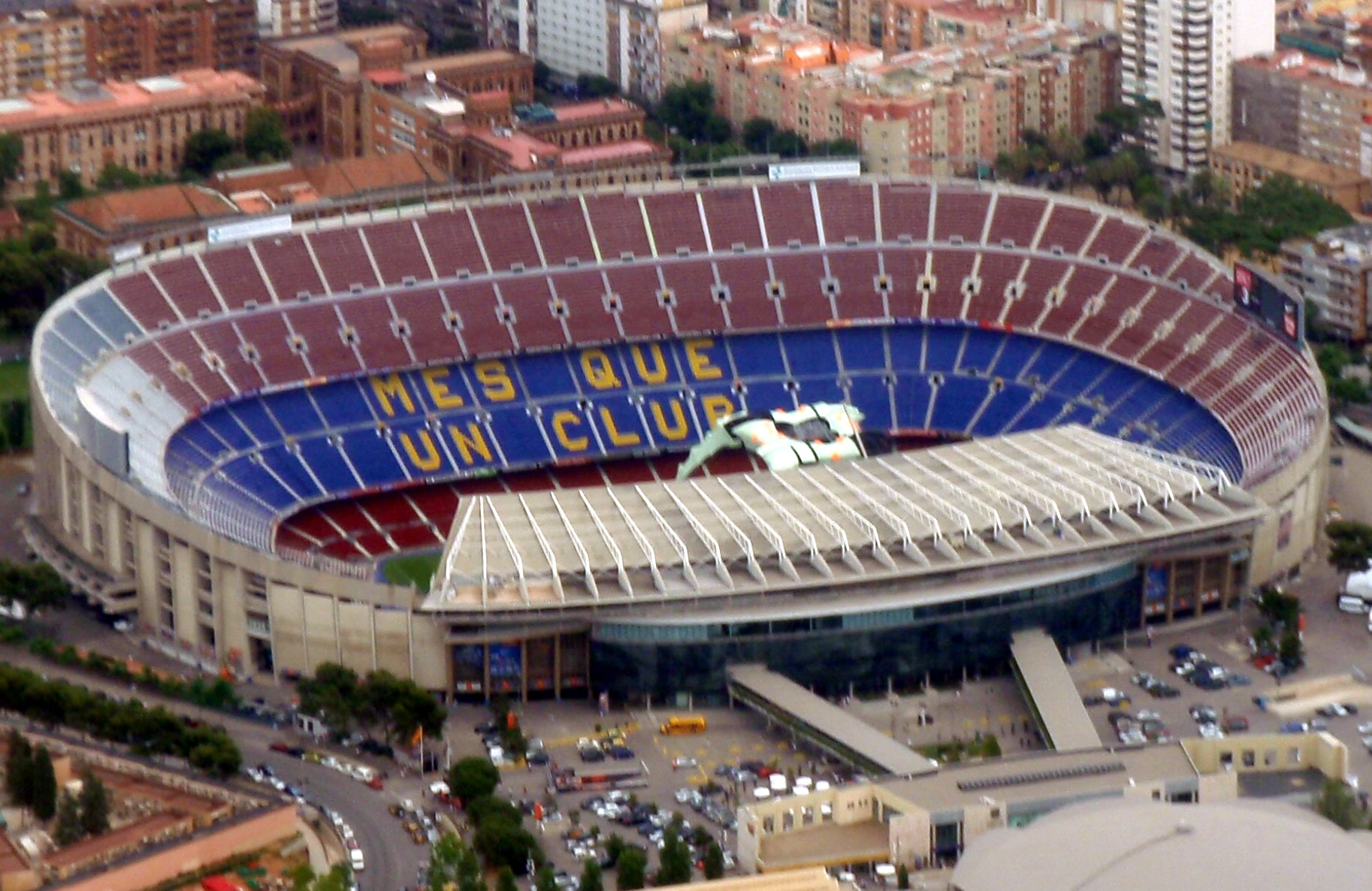
Camp Nou.

- Estadi Olímpic Lluís Companys (Barcelona)
- Estadi Cornellà-El Prat (Cornellà/El Prat)
- Nou Estadi  (Tarragona)
- Estadi Municipal de Montilivi (Girona)
- Estadi Municipal de Vilatenim (Figueres)
- Camp d'Esports de Lleida (Lleida)
- Camp Municipal Narcís Sala  (Barcelona)
- Mini Estadi  (Barcelona) demolit
- Nova Creu Alta  (Sabadell)
- Estadi Olímpic de Terrassa  (Terrassa)
- Estadi de Catalunya (Tarragona) demolit
- Estadi de Sarrià (Barcelona) demolit
- Camp de les Corts (Barcelona) demolit